# Pieter Boele (schip, 1893)
De Pieter Boele is een stoomsleepboot, die als varend monument in langdurig bruikleen is gegeven bij de stichting Dordt in Stoom in Dordrecht.
De stoomsleepboot werd na de oplevering door de firma Boele, toen nog met de werf in Slikkerveer, ingezet op de Rijn. Er is weinig informatie over die periode op het internet beschikbaar. Na ruim 30 jaar werd in 1924 (weer bij Boele) de machinekamer gemoderniseerd voor W. Tijsen, die het schip in 1920 had gekocht. Vanwege de kracht van de sleper werd het schip ook wel de "Beul van de Rijn" genoemd.
Vanwege de leeftijd van de eigenaar en het feit dat er geen opvolger was, heeft hij het schip in 1965 verkocht aan een Amerikaan die het plan had om films met het schip maken. Dat plan is echter nooit tot uitvoering is gekomen. Het schip lag opgelegd te koop in 1970, toen het werd aangekocht door de bouwwerf om het uit handen van de sloper te houden.
De werf restaureerde het schip in stopwerk. In 1972 werd het schip Pieter Boele gedoopt door de 12-jarige Pieter Boele, zoon van de toenmalige directeur van de werf, Geert Jan Boele. De stoomsleepboot werd ingezet als directievaartuig voor representatie en aan het eind van het jaar werd de intocht van sinterklaas in Willemstad met het schip op de televisie uitgezonden.
De kosten van het in de vaart houden van het schip en het feit dat de werf er financieel steeds slechter voor kwam te staan, bracht de werf in 1987 tot het besluit het schip te schenken aan het Maritiem museum Prins Hendrik in Rotterdam. Na de fusie werd dat de Stichting Buitenmuseum Leuvehaven. Maar uiteindelijk werd het schip in langdurige bruikleen gegeven aan de stichting "Dordt in Stoom", omdat die het schip met vrijwilligers kon onderhouden door er onder stoom vaartochtjes mee te maken en het te laten optreden bij nautische evenementen. Het schip ligt gewoonlijk afgemeerd in de Wolwevershaven in Dordrecht.
| Liggers Scheepmetingsdienst | Liggers Scheepmetingsdienst          | Liggers Scheepmetingsdienst |
| --------------------------- | ------------------------------------ | --------------------------- |
| Meetnummer                  | R17418N                              |                             |
| District en volgnr.         | Rotterdam 17418                      |                             |
| Meetdatum                   | 20 mei 1950                          |                             |
| Meetplaats                  | Rotterdam                            |                             |
| Lengte [m]                  | 30,95                                |                             |
| Breedte [m]                 | 5,97                                 |                             |
| Inzinking [m]               | 2,09                                 |                             |
| Waterverplaatsing [ton]     | 33,277                               |                             |
| Naam                        | Speculant                            | Pieter Boele                |
| Eigenaar                    | W.R. Tijssen p/a sleepdienst Derksen |                             |
| Domicilie                   | Rotterdam                            |                             |